# Hidarime Tantei Eye
Hidarime Tantei Eye è un dorama giapponese di 8 puntate andato in onda nel 2010 sulla Nippon Television; è stato preceduto da uno Special (Tampatsu): entrambi vedono Ryōsuke Yamada interpretar il ruolo del personaggio protagonista.

## Trama Tanpatsu
Ainosuke è ammalato all'occhio sinistro, se non si opera presto rischia di perder la vista definitivamente, ma un donatore non è ancora mai stato trovato. Durante un fortuito incidente con dell'esplosivo che maneggiava nella sua stanza, il fratello maggiore Yumehito (da sempre stato il modello e l'esempio di vita di Ainosuke) muore.
Ma da una così grave disgrazia non è detto che non si debba ricavar qualche cosa di positivo: ciò permetterà difatti al ragazzo di ricevere il trapianto di cornea tanto agognato e così necessario per la sua salute. Ma un evento imprevedibile accade subito dopo l'intervento chirurgico: da quel momento in poi ogni volta che subisce un colpo o un trauma violento sull'occhio sinistro, ecco che questo gli rimanda indietro strane immagini mai vedute prima.
Almeno così sembra al ragazzo, comincia però presto ad ipotizzare ch'esse possano esser in un qualche modo collegate alla fine prematura occorsa al fratello: con l'aiuto dell'addetta all'infermeria scolastica dà l'avvio ad una personalissima indagine. Qualcuno allora sembra cominciar a preoccuparsi e, tramando nell'ombra, attenta alla sicurezza di Ainosuke e della sua amica.

### Personaggi del Tanpatsu
- Ryōsuke Yamada come Ainosuke Tanaka
- Yū Yokoyama come Yumehito Tanaka
- Satomi Ishihara come Hitomi Sayama
- Yasufumi Terawaki come Kenjo Ohuchi
- Yoshinori Okada come Kato Takashi
- Katahira Nagisa come Noriko Komurai
- Ken Horiuchi come Tsuyoshi Hamada
- Yoji Tanaka come un killer professionista
- Nakahara Takeo come Nobuhiro Sugimori
- Yuji Abe(阿部佑二) come reporter
- Mika Takanishi (鹰西美佳) come annunciatore
- Tomomi Miyashita (宮下ともみ) come una poliziotta
- Aoyagi Ruito

## Trama Dorama
Ainosuke, studente del terzo anno del suo liceo, dopo aver subito un trapianto di cornea donatagli dal fratello, questi scompare; a quanto sembra è morto in un incidente giocando con dell'esplosivo. Inoltre inizia ad aver strane visioni.
Ainosuke associa questo nuovo fatto che gli sta capitando al fratello; potrebbero tali immagini provenire effettivamente da lui? Deduce vi sia un qualche collegamento tra ciò che vede e la disgrazia che gli è successa: il ragazzo incomincia a cercar la verità, riuscire a sapere come si sono effettivamente svolti i fatti diviene per lui un'autentica priorità.
Via via che le sue ricerche procedono, l'inchiesta sembra dar i suoi primi frutti, progredendo costantemente: forse la morte dell'amato Yumehito non c'è davvero stata, nel qual caso il tutto costituirebbe un unico gigantesco falso ed imbroglio. Non vuole crederci, ma pare proprio che il fratello maggiore sia in realtà il capo d'un'organizzazione criminale che cerca con mezzi terroristici di conquistar e metter sotto il suo controllo l'intero paese.
Uno scontro di destini di grandi proporzioni tra i due fratelli si apre, che coinvolge anche i sentimenti più riposti di Ainosuke, i suoi ricordi più belli, le esperienze passate vissute direttamente con Yumehito. Ainosuke sceglierà senza un attimo d'esitazione la via della giustizia e cercherà d'aiutar con tutte le sue forze le forze dell'ordine per sventar il piano criminoso; armato solamente del suo occhio sinistro, unica eredità lasciatagli da quello che credeva fino a poco tempo prima esser il suo caro fratello morto.

### Personaggi del Dorama
- Ryōsuke Yamada come Ainosuke Tanaka
- Yū Yokoyama come Yumehito Tanaka
- Satomi Ishihara come Hitomi Sayama
- Yoshinori Okada come Kato Takashi
- Katahira Nagisa come Noriko Komukai
- Haruna Ai come Miruku Akikaze
- Ikkei Watanabe come Ichiro Yoshida
- Shirō Sano come Fukuchi Yuya
- Kay Crystal come Kokusho Akira

#### Ospiti
- Yūma Nakayama come Masaki Kaito(ep 1 e 2)
- Yuki Yagi come Mai Sano (ep 1)
- Urabe Fusako (占部房子) come Miki Sano (ep 1)
- Noriko Watanabe come Sanae Kaito (ep 2)
- Takeshi Wakamatsu (若松武史) come Kamiya Taichi (ep 2)
- Shintarō Morimoto come Shimada (ep 3)

## Episodi
| Nº | Giapponese 「Kanji」 - Rōmaji | In onda          | In onda |
| Nº | Giapponese 「Kanji」 - Rōmaji | Giapponese       |         |
| 1  | 「連続誘拐…少女の命を救え!ヒントは動物 衝撃の結末」 - Renzoku yūkai? shōjo no inochi o sukue! hinto wa dōbutsu shōgeki no ketsumatsu | 23 gennaio 2010  |         |
| 2  | 「意外な誘拐犯人! 制限時間30分」 - Igai na yūkai hannin! seigen jikan 30 fun                                                         | 30 gennaio 2010  |         |
| 3  | 「死の結婚式…謎の凶器」 - Shi no kekkonshiki? nazo no kyōki                                                                          | 6 febbraio 2010  |         |
| 4  | 「歌が凶器!? 熱狂する殺人ライブ」 - Uta ga kyōki!? nekkyō suru satsujin raibu                                                        | 13 febbraio 2010 |         |
| 5  | 「謎のマジシャン! 消された死体」 - Nazo no majishan! kesare ta shitai                                                                | 20 febbraio 2010 |         |
| 6  | 「人質5千人!! 連続爆破を止めろ」 - Hitojichi 5 sen nin!! renzoku bakuha o tomero                                                     | 27 febbraio 2010 |         |
| 7  | 「最終章…過去から来たナゾの男」 - Saishū akira? kako kara ki ta nazo no otoko                                                        | 6 marzo 2010     |         |
| 8  | 「衝撃の結末!! さよなら左目探偵」 - Shōgeki no ketsumatsu!! sayonara hidarime tantei                                                 | 13 marzo 2010    |         |